# Ryan Madson
Ryan Michael Madson (28 de agosto de 1980) es un lanzador estadounidense de béisbol profesional que juega para los Washington Nationals de las Grandes Ligas. Anteriormente jugó con los Philadelphia Phillies desde 2003 hasta 2011, con los Kansas City Royals en 2015 y con los Oakland Athletics en 2016 y 2017.

## Carrera profesional

### Philadelphia Phillies
Madson fue seleccionado por los Filis de Filadelfia en la 9.ª ronda (selección 254) del draft de 1998. Muy apreciado desde entonces, jugó en las Grandes Ligas como relevista en 2004. En 2005 empezó bien la temporada, pero su desempeño disminuyó al final y culminó con efectividad de 4.14 en 87 entradas lanzadas.
Los Filis tenían grandes esperanzas para Madson en 2006, cuando le vuelven a utilizar como abridor, el rol que mantuvo durante toda su carrera de ligas menores. Pero después de luchar como titular, fue devuelto al bullpen para hacer sitio a Cole Hamels.
Para 2008 Madson se había convertido en parte del "puente hacia Lidge (cerrador Brad Lidge)", convirtiéndose en set-up sobresaliente. Con un cambio de velocidad devastador, aumentó la velocidad de sus lanzamientos, alcanzando las 97 millas por hora en la Serie de Campeonato de la Liga Nacional.
Obtuvo su primera victoria de postemporada cuando los Filis derrotaron a los Dodgers de Los Ángeles en el Juego 4 de la Serie de Campeonato de 2008. Lanzó 1 2/3 de entrada, ponchando a un bateador mientras que permitió un hit y una base por bolas.
Cuando Brad Lidge fue colocado en la lista de lesionados el 9 de junio de 2009, Ryan Madson fue la elección de los Filis como cerrador provisional. Consiguió su primer salvamento en su nuevo cargo el 10 de junio de 2009 contra los Mets de Nueva York.
En el Juego 6 de la Serie de Campeonato de la Liga Nacional de 2010, Madson fue el lanzador perdedor cuando permitió un cuadrangular solitario a Juan Uribe en la octava entrada de la derrota por 3-2 ante los Gigantes de San Francisco.
Inició la temporada de 2011 una vez más como el principal relevista set-up de los Filis. Sin embargo, con Lidge y José Contreras en la lista de lesionados en mayo de 2011 Madson fue elegido como cerrador. A partir del 21 de agosto de 2011, Madson convirtió 23 salvamentos en 25 oportunidades y retuvo el papel de cerrador incluso después de que Lidge regresó de la lista de lesionados en julio. Finalizó 2011 con 32 salvamentos, 62 ponches y una efectividad de 2.37.

### Cincinnati Reds
Durante el receso de temporada 2011-12, Madson acordó por un año y $ 8.500.000 con los Rojos de Cincinnati. Antes del final de los entrenamientos de primavera, Madson sufrió una rotura de ligamentos en su codo derecho, lo que requirió una cirugía Tommy John, y se perdió toda la temporada 2012. Nunca lanzó para los Rojos, pues declinó su opción el 31 de octubre y se convirtió en agente libre.

### Los Angeles Angels of Anaheim
El 28 de noviembre de 2012, Madson aceptó un contrato de un año con Los Angeles Angels of Anaheim. Comenzó la temporada 2013 en la lista de lesionados de 15 días debido a que aún se recuperaba de la cirugía Tommy John. Más tarde en la temporada, los Angelinos los transfirieron a la lista de lesionados de 60 días. Fue liberado el 5 de agosto sin aparecer en un juego.

### Kansas City Royals
Después de perderse tres temporadas debido a su recuperación de la lesión, Madson acordó un contrato de ligas menores con los Reales de Kansas City en enero de 2015, que incluyó una invitación a los entrenamientos de primavera. En 68 apariciones con los Reales registró una efectividad de 2.13, y fue parte del equipo que ganó la Serie Mundial de 2015.

### Oakland Athletics
El 6 de diciembre de 2015, Madson firmó un contrato de tres años, $22 millones con los Atléticos de Oakland.

### Washington Nationals
El 16 de julio de 2017, Madson fue transferido a los Nacionales de Washington junto a Sean Doolittle a cambio de Blake Treinen, Sheldon Neuse y Jesús Luzardo.